# Южно-Сахалинская операция
Южно-Сахалинская операция (11—25 августа 1945) — наступательная операция вооружённых сил СССР против японских войск в ходе Советско-японской войны (в конце Второй мировой войны) с целью овладения Южным Сахалином. Завершилась победой Красной Армии — весь остров Сахалин целиком стал принадлежать СССР.

## Расстановка сил

### СССР
- 16-я армия (командующий генерал Л. Г. Черемисов) 2-го Дальневосточного фронта (командующий генерал армии М. А. Пуркаев)
  - 56-й стрелковый корпус
    - 79-я стрелковая дивизия
    - 2-я стрелковая бригада
    - ряд отдельных стрелковых, танковых и артиллерийских частей

  - 113-я стрелковая бригада
  - 214-я танковая бригада
  - 255-я смешанная авиационная дивизия (106 самолётов)
- Северная Тихоокеанская военная флотилия (командующий вице-адмирал В. А. Андреев) Тихоокеанского флота (командующий адмирал И. С. Юмашев)
  - К операции привлекались около 30 кораблей и катеров флотилии
- морская авиация Тихоокеанского флота (80 самолётов)

### Япония
- 88-й пехотной дивизии[яп.] 5-го фронта (командующий генерал-лейтенант Т. Минэки)
  - Котонский укреплённый район (17 дотов, 28 арт. и 18 миномётных позиций и др. сооружения, гарнизон — 5400 чел.)
- части пограничной охраны
- отряды резервистов (до 10 000 человек)

ВМС:
- Северо-Восточный воздушный флот Карафуто Район наземной обороны [2]
- некоторые подразделения Сил обороны Оминато [3]
- часть сил обороны Сои - ледокол "Одомари", специальная канонерская лодка "Читосе Мару", станция охраны обороны Сои и станция охраны обороны Нисиноторо
- Военно-морское представительство Тоёхара - военный атташе: контр-адмирал Коити Куроки

## Ход операции
Северный и Южный Сахалин связывала единственная дорога, проходившая по меридионально вытянутой долине реки Поронай. Здесь японцы соорудили Котонский укрепрайон, упирающийся левым флангом в Поронайскую цепь, а правым в заболоченный правый берег Пороная. Тем самым, и Поронайская долина и единственный путь на Южный Сахалин были прикрыты. Укрепрайон представлял цепь закрытых бетонных огневых точек, взаимно прикрывавших друг друга огнём и связанных ходами сообщения. Он был построен не непосредственно вдоль границы, а на удалении в несколько километров от неё, что защищало оборонительные сооружения от прицельного огня советской артиллерии, расстояние от границы до цепи огневых точек было укреплено полосой обеспечения с хорошо оборудованными позициями для пехоты, весьма эффективными в условиях горно-таёжной и болотистой местности. Передовым узлом обороны был форт у посёлка Рощино (Хонда, Хандаса), в японских документах именуемый полицейским постом: бетонированное артиллерийско-пулемётное сооружение, прикрытое трёхметровым земляным валом с амбразурами и минно-проволочными заграждениями.

### Прорыв Котонского укрепрайона
Удар по Котонскому укрепрайону в долине реки Поронай наносил 56-й стрелковый корпус, под командованием генерал-майора А. А. Дьяконова. Корпус состоял из 79-й стрелковой дивизии генерал-майора И. П. Батурова, 2-й стрелковой бригады полковника А. М. Щекалова, 214-я танковой бригады подполковника А. Т. Тимиргалеева, 678-го и 178-го отдельных танковых батальонов, отдельного Сахалинского стрелкового полка, артиллерийской бригады (пулеметный, гаубичный и минометный полки), 82-й отдельной пулеметно-стрелковой роты. Авиационную поддержку корпусу оказывала 255-я смешанная авиационная дивизия (106 самолетов).
Утром 9 августа 1945 года советские войска провели разведку боем на коттонском направлении.
Операция началась 11 августа. Основной удар нанесла 79-я стрелковая дивизия, усиленная 214-й танковой бригадой и артиллерией, в направлении Хонда, Котон. Ещё один полк наступал по бездорожью через опорный полицейский пункт Муйка в обход главной полосы укрепрайона с восточной стороны.
Передовой отряд под командованием капитана Г. Г. Светецкого 165-го стрелкового полка в 11 часов утра 11 августа завязал бой за пограничный опорный пункт Хонда (Ханда), который прикрывал первую полосу обороны укрепрайона. Советские войска энергично атаковали японцев, захватили четыре цилиндрических дота и прочно закрепились на этом рубеже. Японский гарнизон поста оказывал исключительно упорное сопротивление, подбив артиллерийским огнём несколько танков Т-26. Упорно сопротивлявшийся противник взорвал мост через реку и тем самым перекрыл путь советским танкам. В бой вступили подошедшие основные силы 165-го стрелкового полка. В течение ночи из бревен и подручных средств была сооружена временная переправа, и с рассветом пехота и танки атаковали Хонду. 6-я рота капитана Фарафонова обошла опорный пункт с тыла и овладела частью траншеи. Тогда Светецкий ввел в бой 5-ю роту, отрезав тем самым противнику путь отступления. Введённые в бой танки Т-34 смяли передовые заграждения, подошли вплотную к посту и огнём в упор по амбразурам подавили японскую артиллерию и пулеметы. Все попытки вражеских солдат вырваться из окружения не имели успеха. Ожесточенный бой продолжался до вечера и окончился полным разгромом и пленением японского гарнизона.
В ночь с 11 на 12 августа передовой отряд 179-го стрелкового полка, который вел командир батальона капитан Л. В. Смирных, прошел вдоль заболоченного левобережья реки Поронай и неожиданно для противника атаковал опорный пункт Муйка. В результате рукопашной схватки гарнизон был разгромлен. Однако подошедшие утром главные силы полка не смогли двигаться дальше на юг из-за сильного огня из соседнего опорного пункта. Тогда командир полка принял решение блокировать его одним батальоном, а остальными силами идти через болота напрямик к городу Котон — важнейшему узлу сопротивления укрепрайона. Всю ночь на 13 августа бойцы пробирались через кусты и топи, иногда по пояс в воде, неся над головой оружие и боеприпасы. Первым шел батальон капитана Смирных.
К вечеру 12 августа 165-й стрелковый полк подошел к переднему краю главной полосы Харамитогского укрепрайона и вместе со 157-м стрелковым полком, следовавшим во втором эшелоне дивизии, начал штурм.
К утру 13 августа к станции Котон вышла рота старшего лейтенанта Дорохова из батальона Смирных. На рассвете японцы предприняли вылазку, предварительно открыв сильный минометный и пулеметный огонь. Советские солдаты ответили длинными пулемётными очередями. Дорохов поднял солдат в атаку. Почти одновременно атаку на противоположную сторону станции начал капитан Смирных с основными силами батальона. Захватив дорогу, он выставил заслон и приказал бойцам прорываться к вокзалу, куда каждую минуту могли подойти резервы врага. Однако встретив ожесточённое сопротивление батальон понёс первые потери в данной операции. Первый натиск 13 августа японцам удалось отразить. Командир дивизии срочно направил на усиление 179-го стрелкового полка артиллерию и танки.
Бой за город и станцию продолжался двое суток. Активные действия батальона Смирных решили исход схватки. К вечеру 15 августа полк полностью овладел Котоном. В этом бою 16 августа капитан Смирных погиб, посмертно ему было присвоено звание Героя Советского Союза. На Сахалине его именем названы два населенных пункта (Леонидово и Смирных) и городской округ.
14 августа 1945 года император Хирохито объявил о капитуляции Японии, и с 16 августа 1945 года командующий Квантунской армии генерал Ямада Отодзо приказал своей армии сдаться. Некоторые японские дивизии отказались сдаться, и боевые действия продолжались в течение следующих нескольких дней.
На рассвете 16 августа после часовой артиллерийской и авиационной подготовки советские войска начали штурм главной полосы японской обороны одновременно с фронта и тыла. К исходу 17 августа они расчленили войска противника на отдельные группы. К вечеру следующего дня, после овладения основным перевалом Харами-Тогэ (Харамитори), с укрепленным районом было покончено. Остатки японского гарнизона капитулировали. Тем самым, Коттонский УР был прорван и перед советскими войсками была открыта дорога на Южный Сахалин.
В этих боях высокую боевую выучку и храбрость показали артиллеристы батареи, которой командовал старший лейтенант П. Н. Сидоров. Действуя в боевых порядках пехоты, артиллеристы прямой наводкой уничтожали огневые точки, отражали контратаки противника. Только за 16 августа батарея уничтожила до роты пехоты, 6 наблюдательных пунктов и подавила 4 дота.
Всего в боях по прорыву Коттонского УР 179-я стрелковая дивизия потеряла 261 солдата и офицера убитыми, 567 ранеными и 2 пропавшими без вести. При этом ею захвачены 2 885 пленных.

### Десанты и завершение боёв на Сахалине
Ещё в ходе боёв на границе, чтобы ускорить разгром японцев, советское командование решило высадить морские десанты в глубоком тылу обороняющихся японских войск. По решению командующего 16-й армией отряд кораблей Северной Тихоокеанской флотилии с десантом моряков и бойцов 113-й стрелковой бригады полковника Н. 3. Захарова 15 августа вышел из Советской Гавани. Переход совершался при ветре 5 баллов и видимости менее одного кабельтова. Утром 16 августа, подавив огневое сопротивление противника, 365-й отдельный батальон морской пехоты и 2-й батальон 113-й стрелковой бригады высадились десантом в порт Торо и стремительным ударом овладели портом и городом Торо (Шахтерск).
Завершив прорыв Котонского УР, советские войска начали продвижение на юг Сахалина, средний темп которого составлял 20-30 километров в сутки. Почти все мосты на дороге были взорваны, дорога в ряде мест была заминирована. Несмотря на заявление о безоговорочной капитуляции, японские войска на острове продолжали сопротивление. Таково было требование японского правительства. Оно пыталось выиграть время для эвакуации войск и ценностей из фактически уже потерянной им южносахалинской колонии.
С целью подавления этого «неофициального» сопротивления 20 августа был высажен десант в порт Маока (Холмск). После его высадки первые части японской 88-й пехотной дивизии начали сдаваться в плен. 24 августа японское командование на Южном Сахалине согласилось капитулировать. Для завершения капитуляции 25 августа был высажен десант в порт Отомари (Корсаков), через который в основном осуществлялись эвакуация и вывоз материальных ценностей. Японские войска при этом сопротивления не оказали. Тем самым, этот десант стал последним актом боевых действий на острове.

## Капитуляция японских войск
В Сиритору было заключено «Соглашение о прекращении огня на Карафуто», которое предусматривало следующее:
- Сложение японцами оружия;
- Ввод механизированного отряда М. В. Алимова в Тоёхара 24 августа 1945 года в 13 часов;
- Не причинение ущерба жителям и дорогам;
- Продолжение работы местных предприятий;
- Контроль советских войск над железнодорожными перевозками.

## Итоги операции
Потери советских войск в операции не публиковались. Их можно определить расчетным путём из разных источников. Так, на Сахалине и Курильских островах погибли 2550 советских воинов. Известно точное количество погибших воинов в Курильской десантной операции, где потери имелись только в ходе сражения за остров Шушму — 416 убитых и 123 пропавших без вести, всего 539 человек. Итого безвозвратные потери СССР на Сахалине составили 2011 человек.
В ходе операции японские войска потеряли, по разным оценкам, от 700 до 2000 солдат убитыми, 18 320 человек было взято в плен. Разгром японской группировки Южного Сахалина позволил начать подготовку к десантной операции на южные острова Курильской гряды. Также Южный Сахалин был выбран исходной базой для советского десанта на японский остров Хоккайдо, затем отменённого по личному распоряжению И. В. Сталина. В соответствии с решениями Крымской конференции 1945 и Берлинской конференции 1945 Южный Сахалин был возвращён СССР.

## См.также
- Проект «Хула»